# Louis François Simon de Solémy
Louis François Simon de Solémy était un capitaine français né vers 1720. Il est le père de Jean-Baptiste Symon de Solémy.

## Biographie
Capitaine au régiment de Conti, il a été blessé à l’affaire de Pierrelongue ; et son père lieutenant-colonel du même régiment et brigadier d’infanterie des armées du roi, après avoir fait toutes les campagnes depuis 1703, et avoir donné des preuves de valeur dans 15 sièges et 4 batailles, fut tué le 30 septembre 1744, à celle de la Bataille de la Madonne de l'Olmo, qui se donna pendant le siège de Coni.
Son fils Jean-Baptiste Symon de Solémy, fut un général français, qui débuta comme sous-lieutenant dans le régiment de Conti avec une dispense d'âge et se fit remarquer dans de nombreuses batailles.
Certificats du prince de Condé, qui honorait M. de Solémy d’une estime particulière, daté, d’Überlingen, le 1er octobre 1797, et de Windisch-Feistritz, le 29 avril 1801.